# Saint-Eusèbe (Haute-Savoie)
Saint-Eusèbe település Franciaországban, Haute-Savoie megyében. Lakosainak száma 643 fő (2022. január 1.). Saint-Eusèbe Hauteville-sur-Fier, Thusy, Vaulx, Versonnex és Vallières-sur-Fier községekkel határos.

## Népesség
A település népessége az elmúlt években az alábbi módon változott:
| Lakosok száma | 483  | 525  | 533  | 547  | 571  | 594  | 620  | 629  | 643  |
|               | 2013 | 2015 | 2016 | 2017 | 2018 | 2019 | 2020 | 2021 | 2022 |